# Heulandita-K
La heulandita-K és un mineral de la classe dels silicats, que pertany al grup de l'heulandita. El terme heulandita va ser instaurat l'any 1822 per Henry James Brooke en honor del col·leccionista i comerciant anglès Johann Heinrich Heuland (1778-1856). El nom incorpora un sufix que destaca el potassi dominant.

## Característiques
La heulandita-K és un silicat de fórmula química (K,Ca,Na)₅(Si27Al9)O72·26H₂O. Cristal·litza en el sistema monoclínic. La seva duresa a l'escala de Mohs es troba entre 3 i 3,5.
Segons la classificació de Nickel-Strunz, l'heulandita-K pertany a «09.GE - Tectosilicats amb H₂O zeolítica; cadenes de tetraedres de T10O20» juntament amb els següents minerals: clinoptilolita-Ca, clinoptilolita-K, clinoptilolita-Na, heulandita-Ca, heulandita-Na, heulandita-Sr, heulandita-Ba, estilbita-Ca, estilbita-Na, barrerita, stel·lerita, brewsterita-Ba i brewsterita-Sr.

## Formació i jaciments
Va ser descoberta a prop de la localitat d'Albero Bassi, a Santorso, dins la província de Vicenza (Vèneto, Itàlia). També ha estat descrita en altres localitats italianes, tant al mateix Vèneto com a Trentino-Alto Adige i a Sardenya, així com a França, Anglaterra, Noruega, Rússia, el Canadà i els Estats Units.